# 班吉本
班吉本（1881年 - ？），字揖固，号韋卿，赫舍里氏，荆州驻防鑲藍旗满洲人。清朝政治人物、進士出身。
光緒二十八年，中壬寅科举人，二十九年（1903年），中式癸卯科三甲進士。同年闰五月，改翰林院庶吉士。散館授翰林院檢討。后任民政部員外郎。